# Alex. Brown & Sons
Alex. Brown & Sons fue el primer banco de inversión de Estados Unidos. Fundado por Alexander Brown en 1800 y con sede en Baltimore (Maryland), la empresa fue adquirida por Bankers Trust en 1997 para formar BT Alex. Brown e integrada después en Deutsche Bank en 1999, tras la adquisición de BT por el banco alemán.

## Historia
Alexander Brown (1764 — 1834), un mercader de lino irlandés que emigró en 1800 de Ballymena (Úlster) a los Estados Unidos. Residió en Baltimore, donde se estableció como agente comercial. Con el tiempo fundó el primer banco de inversión de EE. UU. En 1808, la compañía organizó la primera oferta pública de acciones de EE. UU., la de Baltimore Water Company.

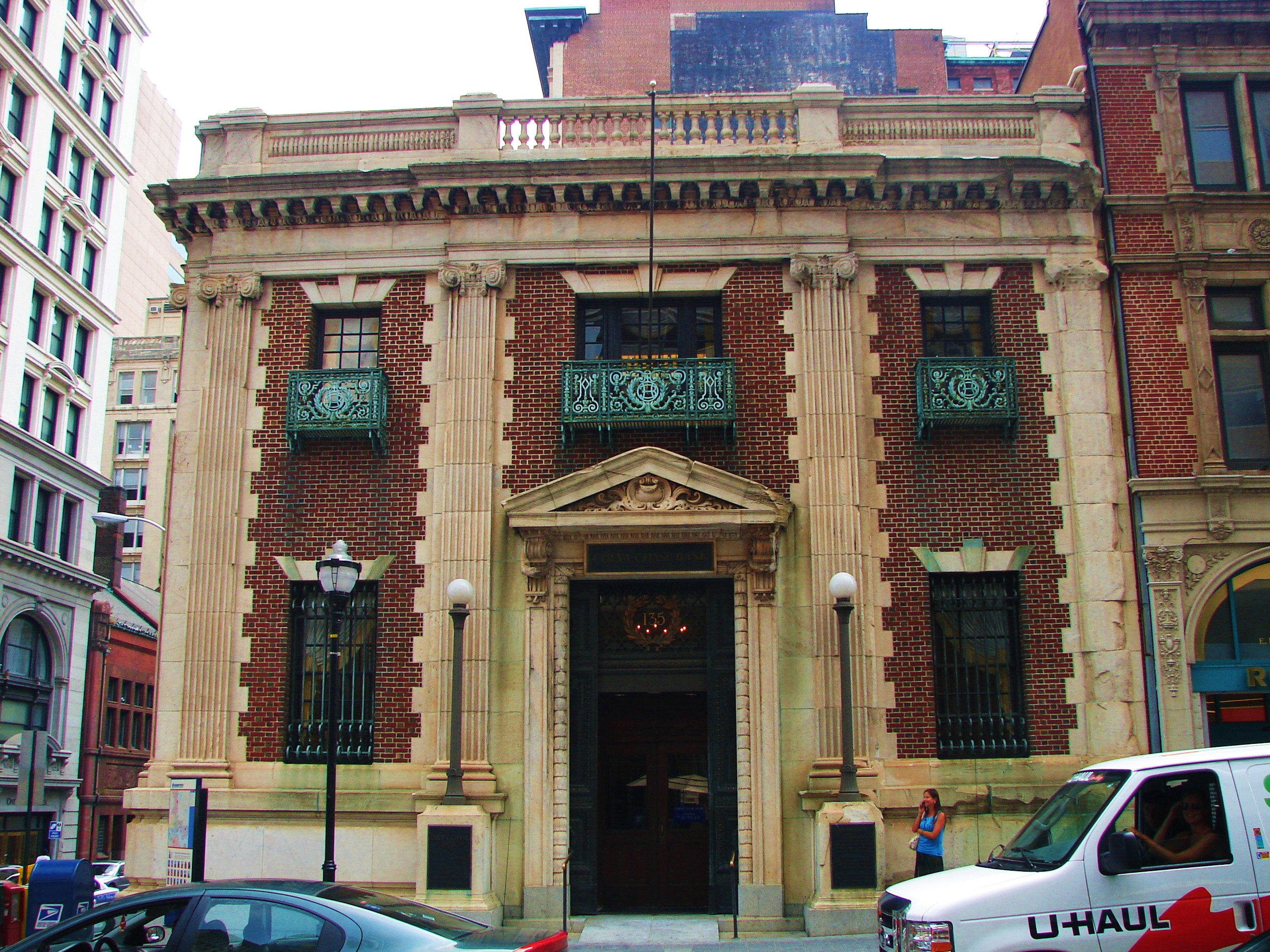
Sede de Alex. Brown & Sons en Baltimore, Maryland

En 1810, Alexander Brown integró en la empresa a sus hijos William, George, John y James, y la empresa se llamó Alex . Brown and Sons, Inc. Hacia 1820, Alexander Brown había expandido sus intereses empresariales al mercado de divisas y al comercio internacional, incluyendo tabaco y algodón.
Los hijos de Brown diversificaron y ampliaron sus relaciones comerciales en varias direcciones, empezando por el mayor, William. William Brown fundó William Brown and Compny en Liverpool, Inglaterra, que más tarde se llamaría Brown, Shipley & Co. En 1818, los hermanos John y James fundaron Brown Bros. & Co. en Filadelfia. James, por último, abrió una filial en Nueva York, en 1825, predecesora de lo que luego sería Brown Brothers Harriman & Co.
George permaneció en la sede de Baltimore, donde ocupó un importante lugar en la fundación de la compañía Baltimore and Ohio Railroad en 1827. A la muerte de Alexander Brown, en 1834, George se convertiría en la cabeza visible de Alex. Brown & Sons.

### La adquisición por Bankers Trust e integración en Deutsche Bank
El banco privado más antiguo de EE. UU., Alex. Brown & Sons, fue comprado por Bankers Trust en 1997 para formar BT Alex. Brown. Dos años más tarde, en 1999, BT Alex. Brown fue adquirido por Deutsche Bank.  BT pagó aproximadamente $1.700 millones por su adquisición.
El banco Alex. Brown sobrevivió en parte con los nuevos dueños. Deutsche Banc Alex. Brown mantuvo los servicios del corretaje del grupo Deutsche Bank, pero dos años más tarde se convirtió en parte de Deutsche Bank AG.

### Personal destacado
El presidente de Alex. Brown en 1998 era A. B. "Buzzy" Krongard, nombrado Director Ejecutivo de la Central de Inteligencia Americana (CIA) en 2001.